# Camp Hill (Pennsylvanie)
Pour les articles homonymes, voir Camp Hill.
Camp Hill est un borough situé au nord-est du comté de Cumberland, en Pennsylvanie, aux États-Unis,. En 2010, il comptait une population de 7 888 habitants. Il est incorporé le 10 novembre 1885.

## Démographie
Lors du recensement de 2010, le borough comptait une population de 7 888 habitants. Elle est estimée, en 2019, à 8 310 habitants.

### Source de la traduction
- (en) Cet article est partiellement ou en totalité issu de l’article de Wikipédia en anglais intitulé « Camp Hill, Pennsylvania » (voir la liste des auteurs).